# Luigi Zaninelli
Luigi Zaninelli (Raritan, New Jersey, Verenigde Staten, 30 maart 1932) is een Amerikaans componist en muziekpedagoog. Hij schrijft ook onder het pseudoniem Lou Hayward. 

## Leven
Naar de High-School werd hij door Gian Carlo Menotti aan het Curtis Institute of Music gebracht. Zaninelli studeerde op 19-jarige leeftijd compositie bij Rosario Scalero in Italië en aan het Curtis Institute of Music, Philadelphia, Pennsylvania, waar hij in 1954 de compositieprijs won. Tot zijn leraren behooren Gian Carlo Menotti, Vittorio Giannini en Bohuslav Martinů. 
In 1958 begon zijn samenwerking met de Shawnee Press uitgave als componist en arrangeur. In 1964 ging hij nog een keer naar Rome en componeerde filmmuziek voor het label RCA Victor Italiana. Gedurende deze tijd was hij ook dirigent en bewerker voor de opera-sopraan Anna Moffo.
Hij is Professor of Music en werd "Composter-in-Residence" in 1968 aan de University of Calgary in Alberta, Canada, aan de Banff School of Fine Arts en in 1973 aan de University of Southern Mississippi. 
Als componist schreef hij meer dan 300 werken voor vele genres.

## Composities

### Werken voor orkest
- 1963 Canto Lirico, voor trompet en orkest
- 1980 Night Voices
- 1989 Americana, Folk Song Suite
  1. Shenandoah
  2. Skip to My Lou
  3. Sweet Betsy from Pike
- 2001 Aria Festiva, voor trompet solo en orkest

### Werken voor harmonieorkest
- 1963 Festa (March)
- 1963 Hymn and Variations, voor gemengd koor en harmonieorkest
- 1965 Margaret's Suite
  1. The City by Night
  2. The City by Day
  3. A Little Girl Filled with Sadness
  4. A Little Girl Filled with Joy
- 1967 Concert, klassieke en hedendaagse dansvormen en marsen voor harmonieorkest
- 1972 French Carousel
- 1972 Viva Mexico
- 1975 Americana Folk Song Suite
  1. Shenandoah
  2. Skip to My Lou
  3. Sweet Betsy from Pike
- 1978 Trinity (Sacred Suite)
  1. Angels from the Realms Of Glory
  2. How Firm a Foundation
  3. We Plow the Fields and Scatter
- 1979 Musica Sacra
- 1980 Tarantella
- 1981 Danzetta
- 1982 Dark Forest
- 1983 Capriccio Spiritoso
- 1986 Fantasia Veneziana
- 1989 Hosanna, voor twee harmonieorkesten
- 1990 For Spacious Skies Folk Song Suite, voor gemengd koor en harmonieorkest
- 1998 Battle Hymn of the Republic, voor gemengd koor en harmonieorkest
- 1999 Lagan Love, an ancient Ulster Air
- 2000 Jubilate
- 2000 The Water Is Wide Folk Song
- 2001 Carols Three (A Christmas Overture)
  1. Away in a Manger
  2. The First Noel
  3. Angels We Have Heard on High
- 2002 Hymn and Pavane
- 2002 The Magic Ballroom
  1. Theresa's Two-Step
  2. Pamela's Waltz
  3. Tango Della Rosa
- 2005 Remembrance, chorale prelude gebaseerd op de hymne "It is Well with My Soul"
- 2005 Little Scherzo
- A Crown, a Mansion, and a Throne, voor sopraan solo en harmonieorkest
- Autumn Music, voor altsaxofoon solo (of trompet solo) en harmonieorkest
- Concertino voor piano en harmonieorkest
- Peg Leg Pete, voor tuba solo en harmonieorkest
- Symphony for Winds & Percussion

### Toneelwerken
- 1991 Snow White, opera, 3 actes
- 1995 Mr. Sebastian, opera, 1 acte
- 1998 Good Friday, opera, 1 acte

### Werken voor koor
- 1960 At the Gates of Heaven, voor gemengd koor
- 1961 World Hymn, voor gemengd koor, orgel, koperblazers en pauken
- 1963 Speak Up (mini-choral opera), voor gemengd koor
- 1966 Americana Folk Song Suite, voor gemengd koor en harmonieorkest (of orkest)
- 1970 Liturgical Suite, voor gemengd koor
  1. Holy, Holy, Holy
  2. Lamb of God
  3. Lord Have Mercy
  4. Glory to God in the Highest
- 1974 Carols Three - A Christmas Overture, voor zevenstemig koor (S.S.A.A.T.B.B.), orgel en koperensemble
- 1977 Veni Creator Spiritus, voor gemengd koor en orgel met buisklokken (ad lib.)
- 1993 Songs from the Magic Place, cyclus van liederen voor gemengd koor
  1. The Magic Place
  2. People Are People
  3. Family
  4. Our Good Senses
  5. Down on the Farm
  6. Seasons
  7. Transportation, Past, Present and Future
  8. Energy
  9. Hello, Neighbor
- 1998 Two Carols from the Nazarene, voor gemengd koor
  1. And They Shall Call Him Emmanuel
  2. While Shepherds Watched Their Flocks
- 1999 Five American Gospel Songs, voor gemengd koor
  1. His Eye is on the Sparrow
  2. The Sweet By and By
  3. Old Time Religion
  4. Amazing Grace
  5. Shall We Gather at the River?
- 2000 Alleluia, Let Us Sing, voor gemengd koor
- Wonderful Wilde 5 Pithy Pieces - tekst: Oscar Wilde
  1. The Old Believe Everything
  2. Only the Shallow Know Themselves
  3. Public Opinion Exists Only Where There Are No Ideas
  4. Those Whom the Gods Love Grow Young
  5. To Love Oneself is the Beginning of a Life-Long Romance
- The Nazarene, kerstcantate voor gemengd koor en harmonieorkest

### Vocale muziek
- 1987 Seven Sanctuary Songs, voor middenstem en gemengd koor
  1. O God, Unseen Yet Ever Near
  2. When Jesus Was Here
  3. O Love Divine
  4. There Is a Green Hill Far Away
  5. Come, Gracious Spirit
  6. God of Mercy, God of Grace
  7. While Shepherds Watched Their Flocks
- 2002 Seven Epigrams of Emily Dickinson, voor sopraan en piano
  1. Had I a pleasure you had not
  2. Who knows where our hearts go
  3. I trust this sweet May Morning
  4. We wouldn't mind the sun dear
  5. I am studying music now
  6. Till it has loved
  7. You might not know I remembered you
- 2002 Joseph Songs, voor sopraan
  1. The Meeting
  2. The Offer
  3. The Announcement
  4. The Birth

### Kamermuziek
- 1962 Dance Variations, voor blazerskwintet
- 1963 Designs for Brass Quintet, voor koperkwintet
- 1968 Musica Dramatica, voor blazerskwintet
- 1969 Jubilate Deo, voor koperensemble
- 1970 Dialogue, voor viool en piano
- 1971 Arioso, voor fluit, cello en piano
- 1971 Three Children's Dances, voor blazerskwintet
  1. Gay Dance
  2. Melancholy Dance
  3. Mirror Dance
- 1977 Burla and Variations, voor houtblazerskwartet
- 1983 Deliverance, een Hebreeuwse fantasie voor klarinet en piano
- 1986 Visions, voor viool en piano
- 1989 Berlin Suite, voor trompet, trombone en tuba
- Five New Orleans Sketchs, voor klarinet en piano
- Mamminga Rag, voor trombone, (of eufonium of tuba) en piano
- Music for a Solemn Occasion, voor koperensemble
- Tre Impressioni, voor fluit en piano
  1. Cantabile
  2. Soave
  3. Scherzetto

### Werken voor orgel
- 1983 Ricercare

### Filmmuziek
- The Islander
- Passover
- The Last Confederates
- Una moglia Americana ("An American Wife")

- Gemeinsame Normdatei: 135037611
- International Standard Name Identifier: 0000 0003 8218 4685
- Library of Congress Control Number: n82218608
- MusicBrainz: f1d82b86-1fc2-4433-a420-86dd53aa8378
- Nationale Bibliotheek van Israël: 987007320840105171
- Nederlandse Thesaurus van Auteursnamen: 230102220
- SNAC: w6nv9jw1
- Virtual International Authority File: 264217913
- WorldCat: E39PBJwdj8TrpYft4KjyqdtFrq